# 리노 라체델리
리노 라체델리(Lino Lacedelli, 1925년 12월 4일 – 2009년 11월 20일)는 이탈리아인 산악인이었다. 아킬레 콤파뇨니와 함께 1954년 7월 31일 K2 정상에 최초로 올랐다.

## 어린 시절
라체델리는 코르티나담페초에서 태어났다. 그의 등반 경력은 십대 초반에 시작되었는데, 그는 산악 가이드를 따라 지역 정상에 올랐다. 그는 곧 그 시대 최고의 돌로미티산맥 암벽 등반가 중 한 명인 루이지 '비비' 게디나의 지도를 받게 되었다. 1946년 그는 유명한 코르티나 다람쥐 클럽에 입회했다. 라체델리는 다음과 같은 어려운 루트를 빠르게 등반한 것으로 유명했다. 필라스트로 디 로제스 남벽 직등 콘스탄티니-아폴로니오 (500m V+ A2) (게디나와 함께 반복); 구이도 로렌치와 함께 시마 스코토니(파니스 그룹) 남서벽 최초 등반; 로렌치와 함께 마르몰라다 디 페니아 남서벽 솔다 루트 최초 일일 등반; 베니아미노 프란체스키와 함께 시마 수 알토 가브리엘-리바노스 다이아드 4차 등반.
1951년, 그는 몽블랑 산괴에서 그랑 카푸신 동벽의 보나티-기가 루트를 비비 겐디나와 함께 18시간 만에 2차 등반을 완료하여 국제적인 인정을 받았다. 이는 4일간의 첫 등반이 있은 지 불과 몇 주 만의 일이었다. 그의 주장에도 불구하고, 리노 라체델리는 그랑 카푸신의 보나티-기가 루트를 두 번째로 등반한 적이 없다. 로베르 파라고와 루시앙 베라르디니가 구성한 팀이 1953년에 두 번째 등반을 했다. 프랑스 산악인들은 라체델리와 게디나가 하강을 위해 남겨두었다는 장비를 찾지 못했다.
그는 아르디토 데시오가 이끄는 1954년 이탈리아 카라코람 K2 원정의 명백한 선택지가 되었다.

## K2
나이가 많고 경험이 풍부한 아킬레 콤파뇨니와 함께 라체델리는 정상 등반 팀으로 선발되었다. 그들은 1954년 7월 31일 아브루치 능선을 통해 K2 정상에 올라 최초 등반을 성공했다. 이 정상은 1977년까지 다시 등정되지 않았다.

## K2 등반 이후

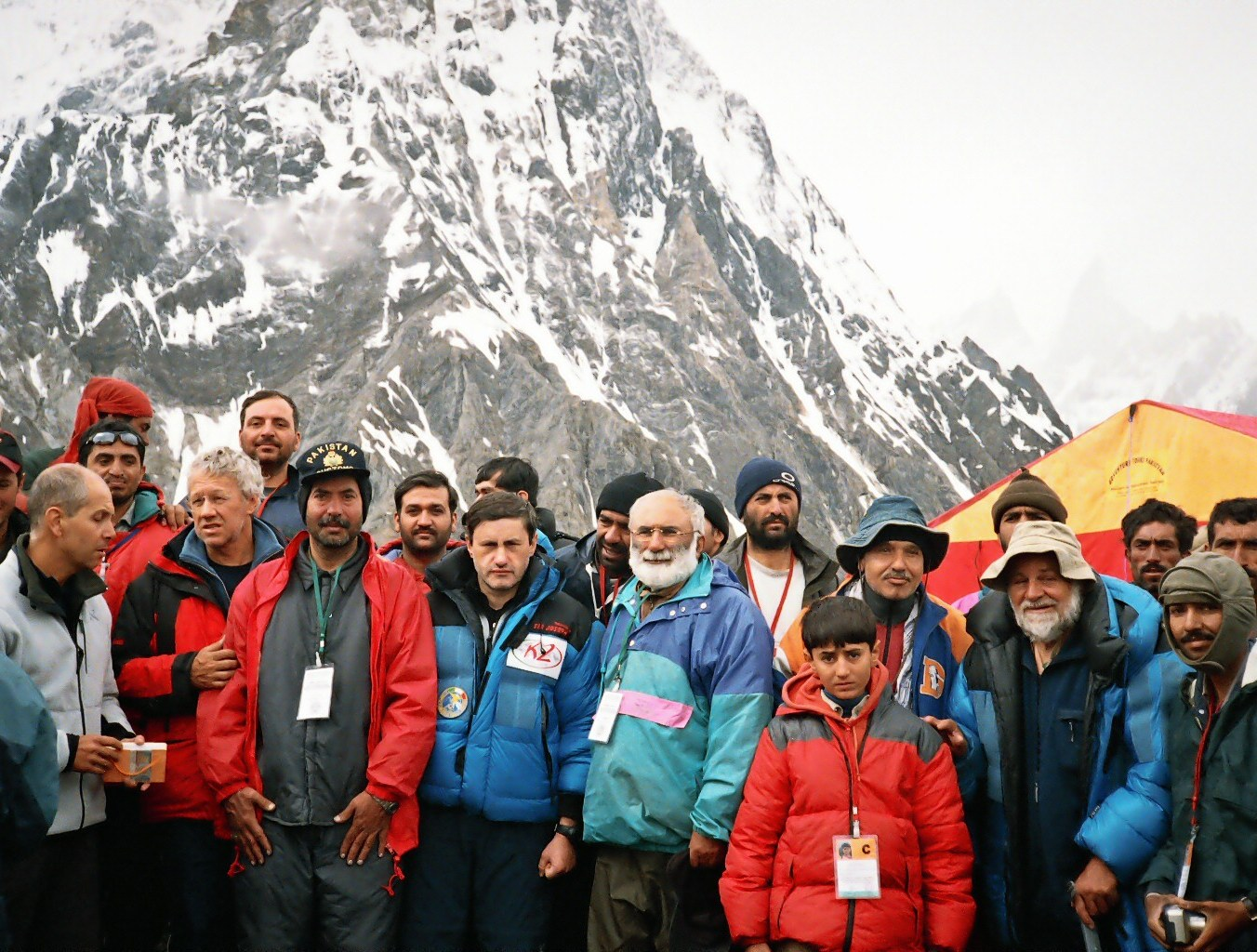
2004년 콘코르디아 베이스캠프에서 리노 라체델리, 지아니 알레만노와 함께한 칠탄 모험가 협회 발루치스탄 그룹

라체델리는 코르티나에서 아웃도어 매장 K2 스포츠를 운영했으며, 2004년 K2 베이스캠프까지 트레킹했다. 2005년에는 이탈리아 최고 훈장인 대십자 기사 작위를 받았다. 그는 2009년 11월 20일 코르티나담페초에서 83세의 나이로 평생을 살았던 집에서 사망했다.

## K2 논란
리노 라체델리와 아킬레 콤파뇨니는 국가적 영웅으로 칭송받았지만, 발터 보나티는 라체델리와 콤파뇨니가 자신과 아미르 메흐디를 높은 캠프 바로 아래에서 노천 비박하도록 버려두었다고 비난했다. 1954년, 보나티는 야심찬 24세의 원정대원이었다. 보나티와 현지 포터 아미르 메흐디는 최종 캠프인 캠프 IX에서 정상 등반을 위해 라체델리와 콤파뇨니에게 여분의 산소통을 운반하고 있었다. 높은 캠프는 보나티와 메흐디가 예상했던 것보다 멀리 있었고, 그들이 도착하기 전에 밤이 되었다. 보나티와 메흐디는 8100m에서 비박하여 살아남았지만, 메흐디는 동상으로 인해 양쪽 발의 모든 발가락을 잃었다.
고국으로 돌아와 정상팀은 모든 혐의를 부인했을 뿐만 아니라, 콤파뇨니는 보나티가 정상 등반을 방해하고 자신을 위해 정상을 훔치려 했다고 비난하며 반격했다. 1958년 가셔브룸 IV를 처음 등반한 보나티는 등반계에서 따돌림을 당했고 1965년에는 산악 활동을 포기했다.
1995년, 보나티는 1954년 원정대 이야기를 담은 자서전 내 인생의 산을 출판했다. 보나티는 정상에서 산소 마스크를 쓰고 있는 라체델리와 콤파뇨니의 사진을 포함하여 자신의 무죄를 증명하는 증거를 제시한다.

## 라체델리의 발언
라체델리는 2004년 자신의 책 K2: 정복의 대가를 출판할 때까지 K2 사건에 대해 침묵을 지켰다. 그의 주장은 다음과 같았다. K2 첫 등반 전날 밤, 보나티와 메흐디는 K2 어깨 높은 곳에서 얼어붙는 폭풍 속 비박을 견뎌야 했지만, 그들의 동료 아킬레 콤파뇨니와 리노 라체델리는 말 그대로 부르면 들릴 거리에 있는 텐트에서 밤을 보냈다. 미리 합의된 대로, 보나티와 메흐디는 캠프 IX에서 그들을 기다리고 있던 정상팀을 위해 산소통을 운반했다. 그러나 상위 캠프는 보나티가 예상했던 것보다 더 높은 곳에 있었고, 그들이 텐트를 찾을 수 없었을 때, 그들은 8100m에서 비박할 수밖에 없었다.
등반 10년 후, 산악 저널리스트 니노 질리오(Nino Giglio)는 콤파뇨니와 원정대의 파키스탄 연락 장교 아타-울라 대령과의 인터뷰를 바탕으로 신문 기사를 발표했다. 보나티가 라체델리와 콤파뇨니보다 먼저 정상에 도달하려고 했고, 비박 중에 산소를 사용해 정상 등반자들의 산소 공급이 일찍 바닥나게 했으며, 보나티가 메흐디를 버려두어 그의 동상과 이어진 절단에 책임이 있다는 주장이었다. 이러한 비난으로 보나티는 질리오와 신문을 상대로 명예훼손 소송을 제기하여 승소했다(손해배상금은 고아원에 기부되었다). 보나티는 마스크나 튜브가 없었고 산소통만 있었기 때문에 산소를 사용할 수 없었음을 쉽게 증명했다. 명예훼손 사건의 한 측면은 보나티에게 당혹스러운 것이었다. 그의 변호사는 훈자에서 아미르 메흐디를 찾아내 길기트 지방 법원에 증언을 위해 데려왔다. 메흐디는 비박에 대해 질문받았고 그의 증언은 콤파뇨니의 주장 중 적어도 하나를 지지했다. 보나티가 정상팀에서 콤파뇨니를 대체하기 위해 책략을 꾸몄고, 메흐디에게 콤파뇨니의 반대와 상관없이 캠프 9의 텐트에서 밤을 보내고 정상으로 계속 갈 것이라고 약속했다는 것이다. 보나티는 보충 산소 사용 없이 K2 정상 등반을 시도하고 싶어 했다. 그러나 메흐디는 보나티가 자신을 버리거나 정상팀의 산소를 사용했다는 것을 부인했다. 그는 또한 비박 중에 산소를 사용했다면 발가락을 구할 수 있었을 것이라고 믿었다.

## 더 읽어보기
- Ascent of K2: Second Highest Peak in the World, Ardito Desio (David Moore, trans), Elek Books, 1955.
- Bonatti, Walter (2001). 《The Mountains of My Life》. 번역 Robert Marshall. New York, NY, USA: Modern Library/Random House. ISBN 978-0-375-75640-5.
- K2. Storia di un caso, Walter Bonatti.
- K2. La verità. 1954–2004, Walter Bonatti, 2005, Baldini Castoldi Dalai editore.  ISBN 88-8490-845-0.
- K2. Lies and Treachery, Robert Marshall, 2009, Carreg Ltd. UK. ISBN 978-0-9538631-7-4.